# Eclosia Group
Eclosia Group (anciennement Food & Allied) est un groupe mauricien diversifié. Il a été fondé en 1966 par Michel de Spéville, avec le lancement de sa principale entreprise, Food & Allied Industries Ltd., ou FAIL. Son siège se trouve à Moka.
En 2016, pour 50 années d'existence le groupe prend sa dénomination actuelle.
Ses secteurs activités se concentrent sur l'agroalimentaire, l'hôtellerie, le commerce, l'éducation et la logistique.
Outre Maurice, le groupe est aussi présent à Madagascar, à La Réunion, en Afrique du Sud, aux Seychelles et au Kenya.